# 厉姓
厉姓為中文姓氏之一，在《百家姓》中排名第247位。

## 起源
1. 齊厲公的後裔，許多改姓厲氏。[1]
2. 周厲王的後裔，許多改姓厲氏。
3. 厲國被楚國滅亡後，族人改姓厲氏。
4. “厲”古通“癘”，又作「癩」，指痲瘋病或者嚴重的腫瘤、膿瘡。三國時，孫吳公族的孫秀，投奔晉國。吳主孫皓便下詔，命孫秀族人改姓厲氏。據《三國志·吳志》記載，孫秀後代族人，凡留在江東者，都被改姓厲氏。
5. 孫吳宰相萬彧得罪吳主孫皓，被賜死，全族被流放到廬陵，其中有脫逃者，以「萬字加冠」，改姓厲氏。[2]
6. 唐朝宗室李晉因身為太平公主黨羽，先天政變時，被唐玄宗處死，族人都被改姓厲氏。[3]

## 延伸阅读
[在维基数据编辑]
 《百家姓》
 《欽定古今圖書集成·明倫彙編·氏族典·厲姓部》，出自陈梦雷《古今圖書集成》